# House of Lords Act 1999
O Ato da Câmara dos Lordes de 1999 (House of Lords Act 1999 em inglês) (c.34) foi um ato do Parlamento do Reino Unido que teve consentimento real em 11 de novembro de 1999. O ato reformou a Câmara dos Lordes, uma das duas câmaras do Parlamento britânico. Por séculos, a Câmara dos Lordes tinham várias centenas de membros que herdaram suas cadeiras; o ato removeu tal direito. Entretanto, como parte de um acordo, o ato permitiu que noventa e dois pares hereditários permanecerem na Câmara em uma base interina. Outros dez foram transformados em pares vitalícios para permiti-los ficar na Câmara.
O ato diminuiu a quantidade de membros da Câmara de 1330 em outubro de 1999 para 669 em março de 2000. Como outra consequência do ato, a maioria dos lordes são agora pares vitalícios, cujos números tem sido aumentados gradualmente desde o Life Peerages Act 1958. Em agosto de 2017, haviam 802 membros Câmara dos Lordes, dos quais 26 eram bispos seniores da Igreja da Inglaterra, cuja representação na Câmara é regida pelo Bishoprics Act 1878.